# つる植物

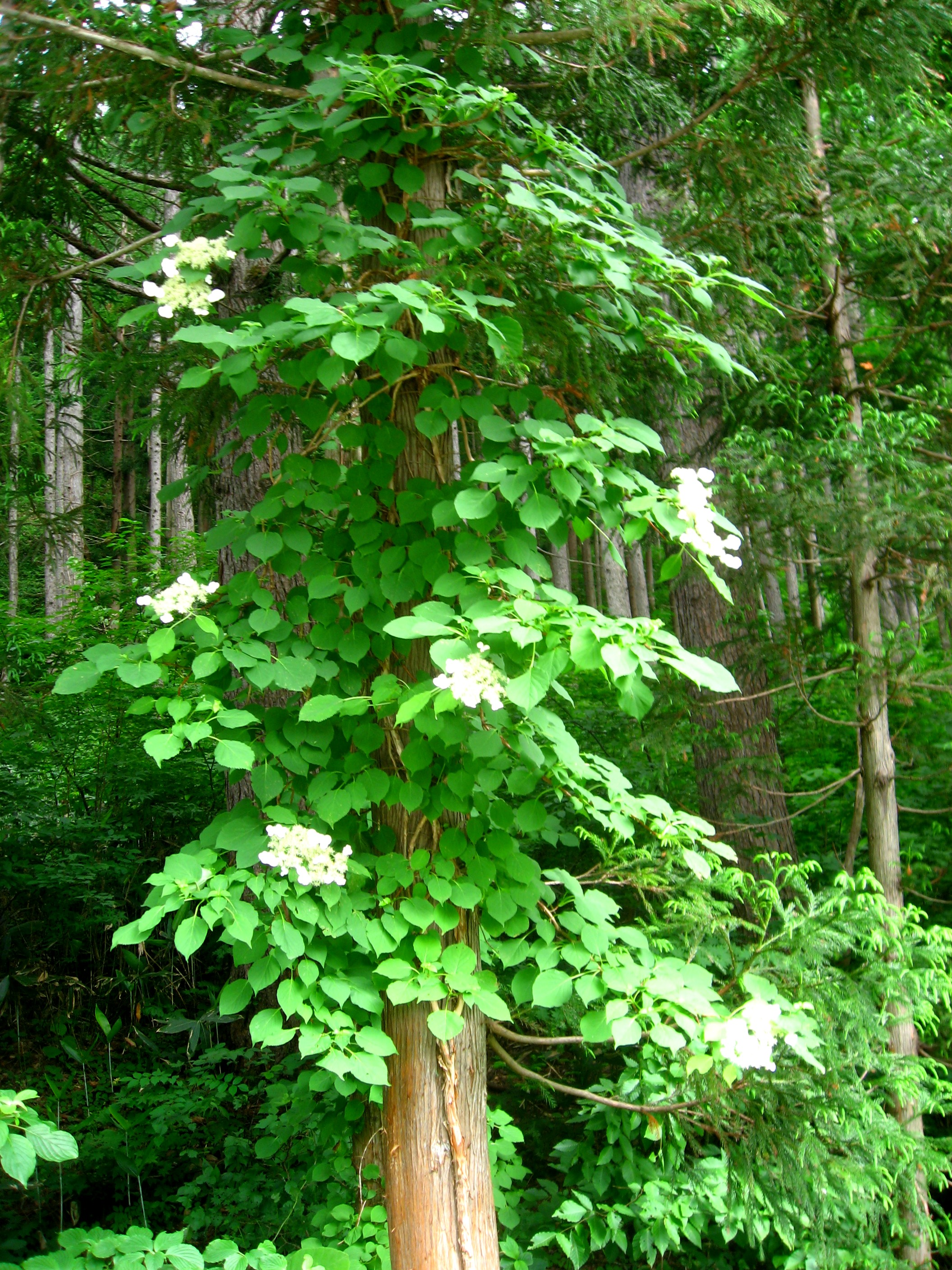
木に登って花をつけるツルアジサイ

つる植物・蔓植物（つるしょくぶつ、英語: climbing plant）は、自らの剛性で体を支えるのではなく、他の樹木や物体を支えにすること（つる性）で高いところへ茎を伸ばす植物のことである。蔓草（つるくさ、まんそう）、葛・蔓（かずら・かつら）などともいう。

## 一般的特徴
つる植物には、草本（草本性つる植物/vine）と木本（木本性つる植物/liana）があり、木本になるつる植物のことを藤本という場合もある。
木本性つる植物は巻き付く、貼り付くなどして周囲の樹木等（ホスト）に取り付き、その樹木に自重支持を依存しながら成長する。樹木では自重を支えながら高く成長するため茎肥大に大きな資源投資を必要とするのに対し、つる植物の成長様式はその分の資源を茎伸長と葉量増加へと振り分け、よって資源を効率良く用いて生育空間と光合成生産を拡大する戦略である。
この戦略は、光競争の激しい環境で優占する上で、あるいは生産性の低い林内環境で成長を維持する上で大きな利点となる一方、常にホストを獲得する必要があり、ホストが枯死した時に巻き添えを受ける等の制約を受ける。長期的には必ずしも効率の良い個体成長を可能にするわけではなく、さらに地面まで完全に落下するリスクも内包する不安定な成長様式とも言える。
状況に応じ、ホストに絡みつくこともあれば自身で立つこともできる半つる性のものもある。特に競争が苛烈な熱帯雨林など密林では、最初つる性で生育し樹冠に達して生育リソースを確保してから自身の幹を形成していき、その過程で絡みついたホストを圧殺して生育空間を乗っ取ってしまう絞め殺し植物と呼ばれるものもある。
また、定性からは外れるが、着生植物では地面の根に依存せず樹冠に近い高所で発芽してそのままつる状の茎を垂れ下がらせ生育するサルオガセモドキのようなものもある。
つる植物による宿主植物の探索には、葉が小さく長い茎を持つ特殊化したシュート（探索枝）を伸ばして、周囲の空間にある枝を探る。宿主となる植物の枝にたどり着くと、この探索用のシュートから光合成に有利なたくさんの葉を付けた短い枝を発達させ、新たに獲得した宿主植物の樹冠へ進出するための足掛かりにするのである。
つる植物の材の特徴として、引っ張りに強いことが挙げられる。一般の樹木のように直立するわけではないから左右に曲がってもかまわないが、長さの割には細い茎で、高い枝で体を支えながらそれ以下の部分を引っ張らなければならない。そのため、材には細長い縦方向の繊維が多い。また、材の主要な構成要素は道管であり、茎が細いことは水をくみ上げる点では不利である。そのため、つる植物の茎では道管が太い例が多い。
木本性つる植物の影響は樹木個体にとどまらず、倒木などによって生じるギャップ内において、樹木の成長を抑制することによって森林全体の炭素蓄積量を減少させることや、樹木に比べて幹が細い木本性つる植物は、幹の大きさに対する蒸散量が樹木よりも多いことから森林の水循環に貢献しているなど、森林動態にまで影響することが示唆されている。

## 取り付き方
つる植物は、何等かの形で他の植物に自分の体を固定する必要がある。つる植物が巻き付いたり張り付いたりして背丈を伸ばしていくことを登攀（とうはん）という。代表的なものを以下に示す。

### 巻き鬚（まきひげ）

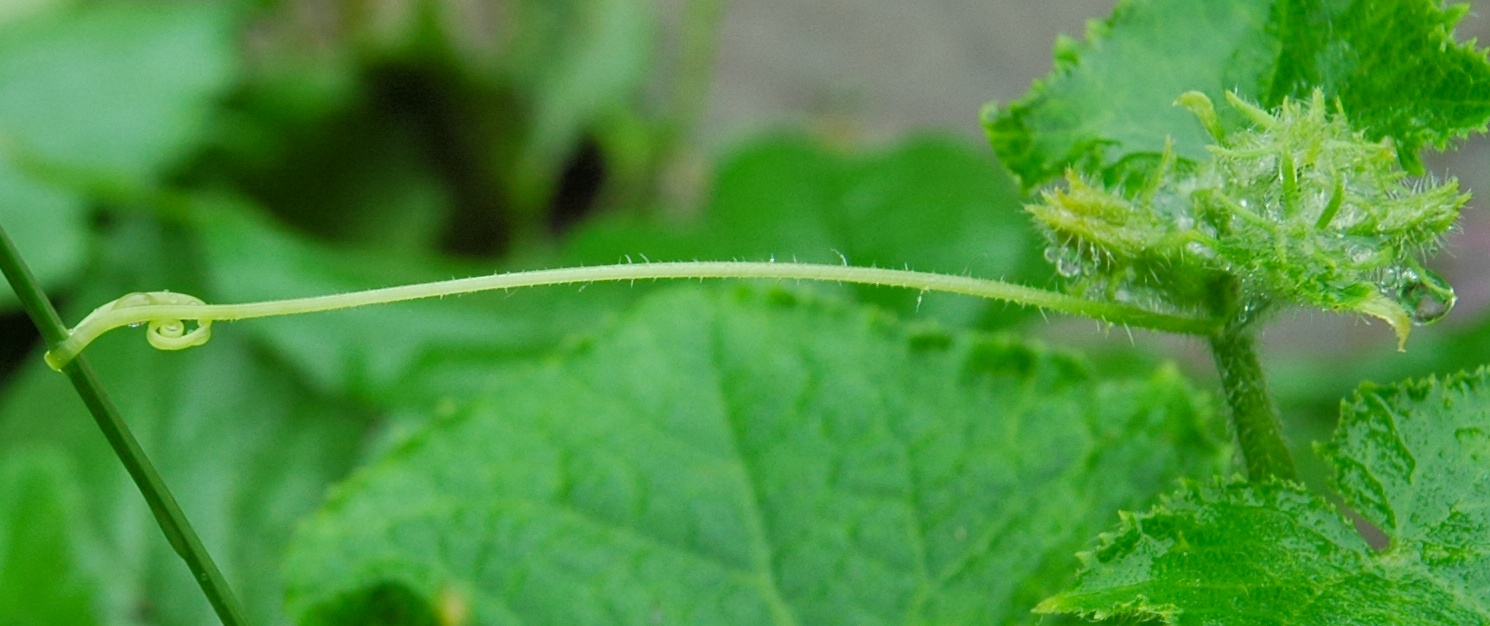
キュウリの巻きひげ

巻き付くために特に分化した紐状の構造。それを他のものに巻き付けることで植物体を固定する。巻き鬚は単独のものも、枝分かれしたものもある。エンドウでは巻き鬚は葉の先端にあり、葉の一部が変化したものと考えられる。トウツルモドキでは、葉先が伸びて巻き鬚の機能をもつようになっている。ウツボカズラは、葉先からツルが伸び、先端に捕虫のうを持つが、このつるが巻き鬚の働きもかねている。ブドウ類の巻き鬚は葉の基部から出て、葉と対生する。サルトリイバラ類では、たく葉の先端が伸びて巻き鬚になっている。
巻きひげは、何かに触れるとその先端で巻きつくと同時に、より基部に近い位置で螺旋状にねじれを生じて、植物体を引き寄せる。螺旋状になった巻きひげは、ばねのように働いて緩やかに植物体を固定する役割を果たす。つる植物の巻きひげは、自己識別能力（自株と同種の他株を見分ける能力）と同種識別能力（同種と他種を見分ける能力）を持つことが明らかになっている。ちなみに、この螺旋をよく見ると、途中で向きが反転している。ひっぱられた場合も、この形であれば、ねじれてちぎれることが少ない。

### 刺・鉤
鉤や刺を茎や葉にもって、引っ掛かりながら登って行くものである。いわゆるイバラはこれである。ノイバラ類、サルカケミカンなどは茎に一面に刺が生えている。サルトリイバラは少数の刺があるが、巻き鬚も持っている。ジャケツイバラでは、大きく広がった葉の裏にも刺が並ぶ。熱帯雨林のトウ類は、茎に大きな刺が並び、葉にも刺があるほか、葉先から長いつるが出て、この表面にも一面に逆刺があって、ものに引っかけられる。
刺ではなく、鉤を持つのがカギカズラである。茎の節ごとに一対のカギが出て、引っ掻けるのに適している。

### 吸盤

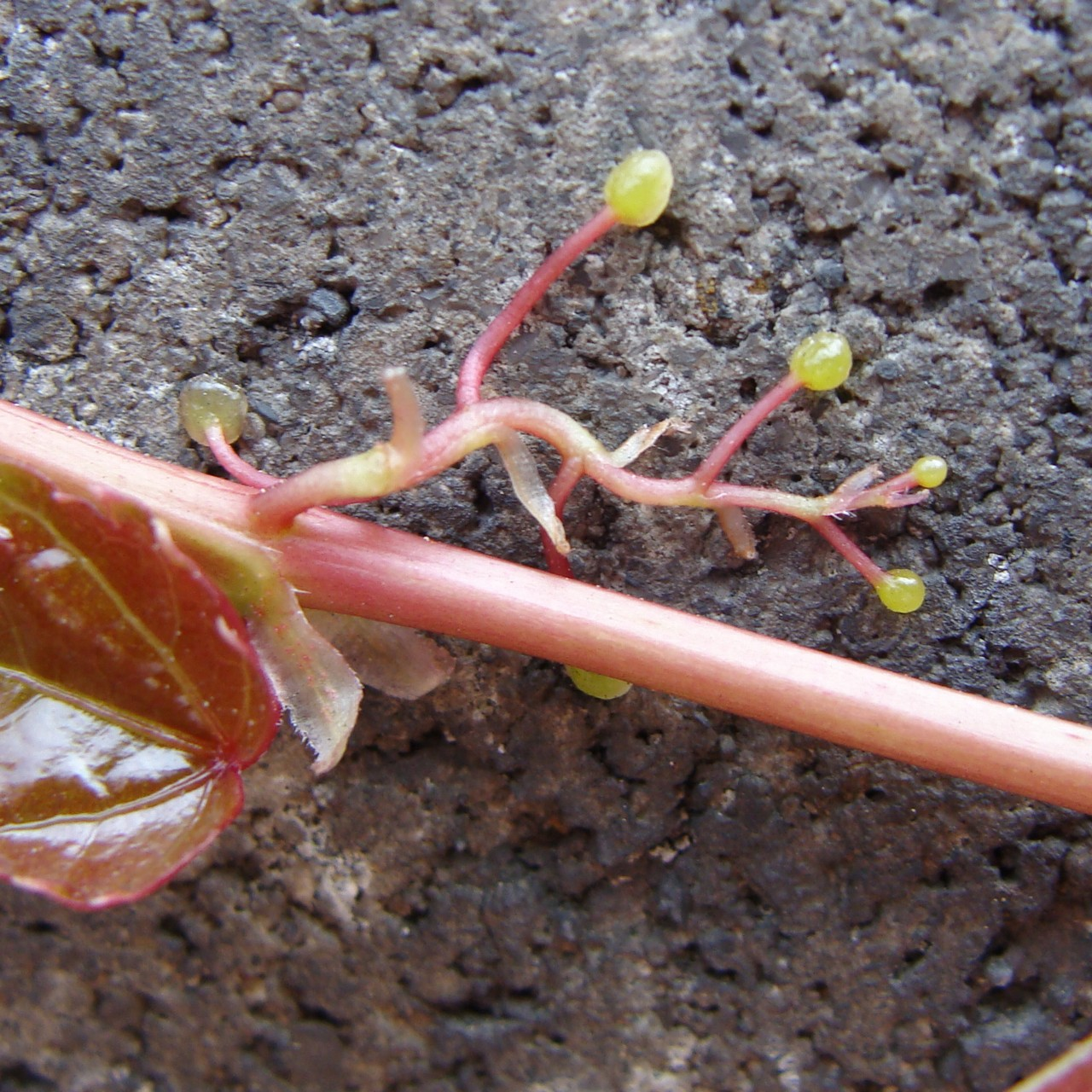
ツタの吸盤

ツタの場合、巻き鬚の先端が吸盤になって、他物に張り付く。また、少々特殊であるが、寄生植物のネナシカズラなどは、宿主植物に寄生根をつけるのが吸盤のような役割を担っている。

### 根

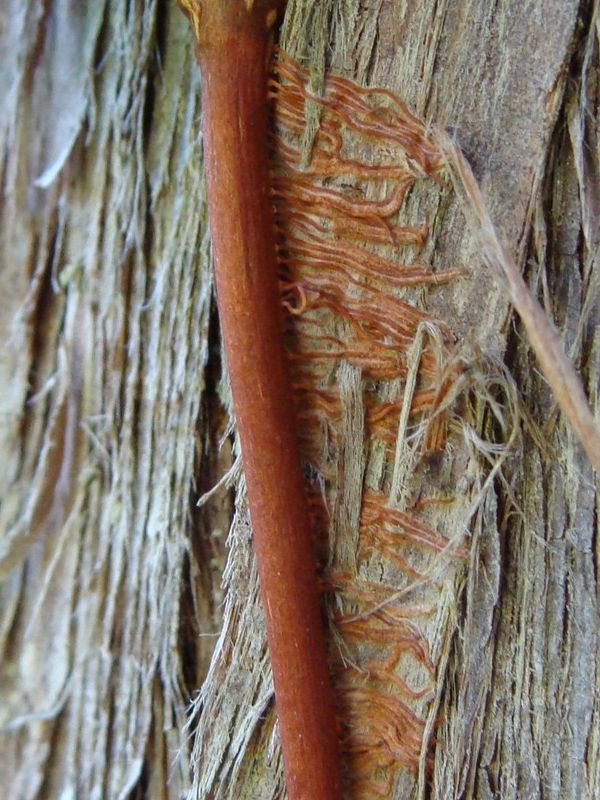
イワガラミの根

茎から根を出して、張り付くことで登る。這い上がると言っても良い。キヅタ、テイカカズラ、イタビカズラ、イワガラミ、ツルアダンなど、例が多い。この手のものは、地上を這う形を取ることも多い。

### 特になし
固定のための特別な器官を分化しない種もある。アサガオやフジなどは若い茎が他物に巻き付くことができる。カザグルマやセンニンソウでは、葉柄が他のものに巻き付くことができる。

## 性質
アサガオのように、巻き付くつるの先端は、巻き付くものを求めて振り子のように運動し、何かに触れるとそれに巻き付く、屈触性を示すことが知られている。
樹冠まで伸び上がるつる植物の場合、樹上の日当たりのよい場所で花を咲かせるものがある。このような種では、森林の地上で生育している時と、樹冠で葉を茂らせる時とで、その葉が大きく変わるものがある。テイカカズラやイワガラミ、ツルマサキなどがその例であるが、多くの場合、後者はより大きく、のっぺりとしたものになっている。
マツの造林地などでは幼令木につるが巻き付いて生長を阻害することがあるため、つる切を実施することがある。つる植物は、支えとする植物より高くはなれないのが筋であり、その上を高い木が覆うのを止められない。しかし、自分より高くなるものを邪魔するものもある。クズは二次林などの上を覆うことがある。その場合、樹木の若い枝にクズのつるが絡み付き、若枝をねじ曲げてしまう場合があり、枯死してしまうこともある。人工林ではつる植物による枯死被害が問題化している。
森林の中で木が倒れたりしてすきま（ギャップ）が生じると、成長の早いつる植物がそこを覆うことがある。森林外縁にも、つる植物が覆いのような群落を作ることがある。これをマント群落と言う。
また、つる植物と同じような姿で、地表をはうものがある。これはつる植物とは言えないが、素早く広がれる性質を地表で応用したものとも言える。中には、ハマヒルガオのように、つる植物が地表へ進出したと見えるものもある。なお、根を張って木に登る種にも、テイカカズラのように、幼時に地表をはうことがあるものがある。

## 利用

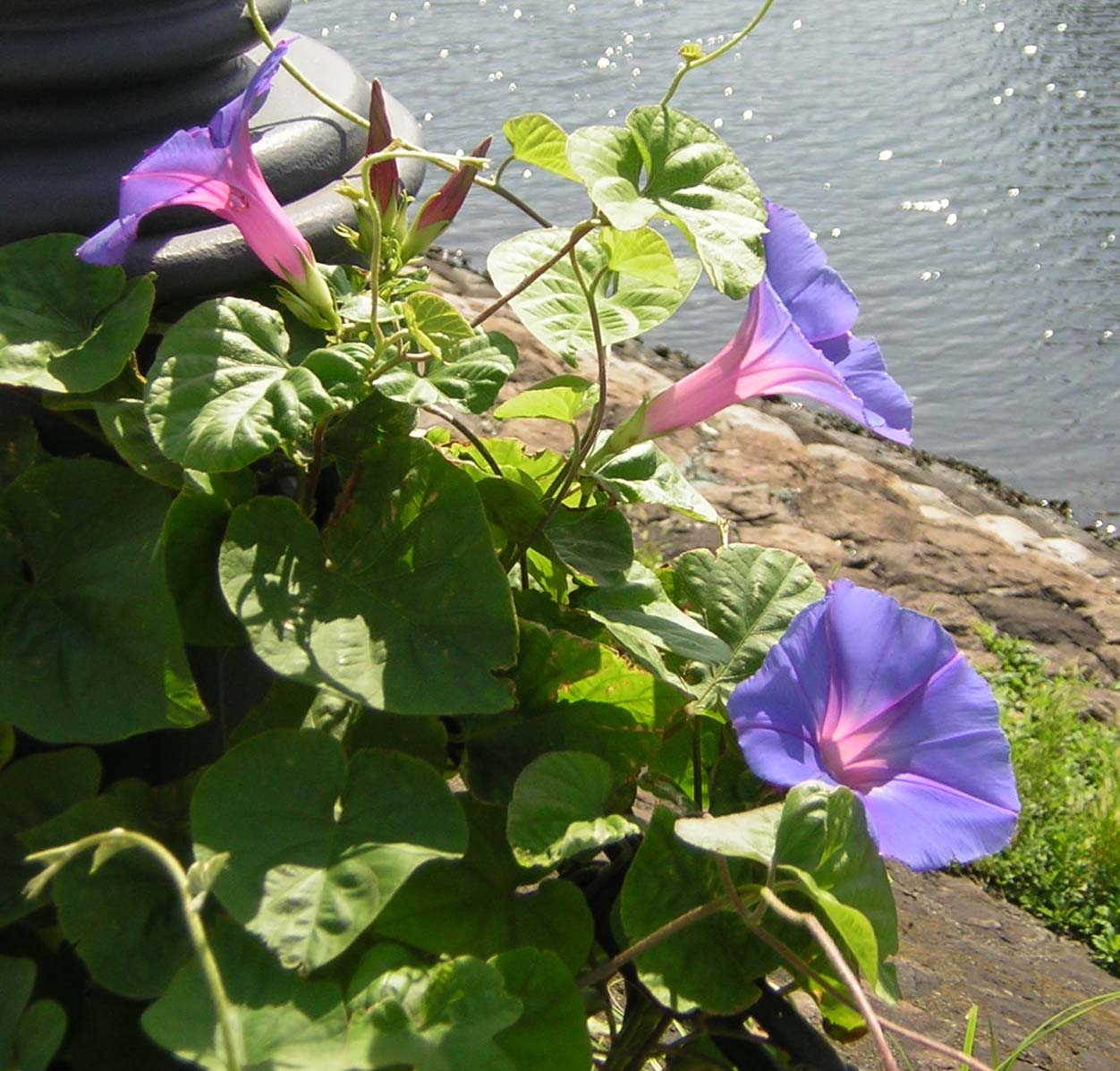
つる植物の1種、アサガオ

花の美しいものは園芸に用いられる。その場合、つるが伸びるための支柱を要する。そこで、支柱をアーチにし立てたりして、様々な形に成型する方法がある。ブドウ等の果樹であれば、棚の形に仕立てて、手の届く高さに成型する。
這い登る性質のものは、壁面緑化に利用する。代表的なのは、ツタとキヅタである。
木質になるものの場合、その材は細長く、柔軟である上に、引っ張りに強い性質があるから、そのままに綱、あるいは紐として利用できる。クズは刈り取って紐として利用し、薪を束ねるのに使われた。また、樹皮の面が美しいものは、編んで工芸品とする場合もある。太いものは、より重いものを支えるのにも使える。蔓橋はつるだけを用いて造られる。

## 代表的つる植物
- シダ植物

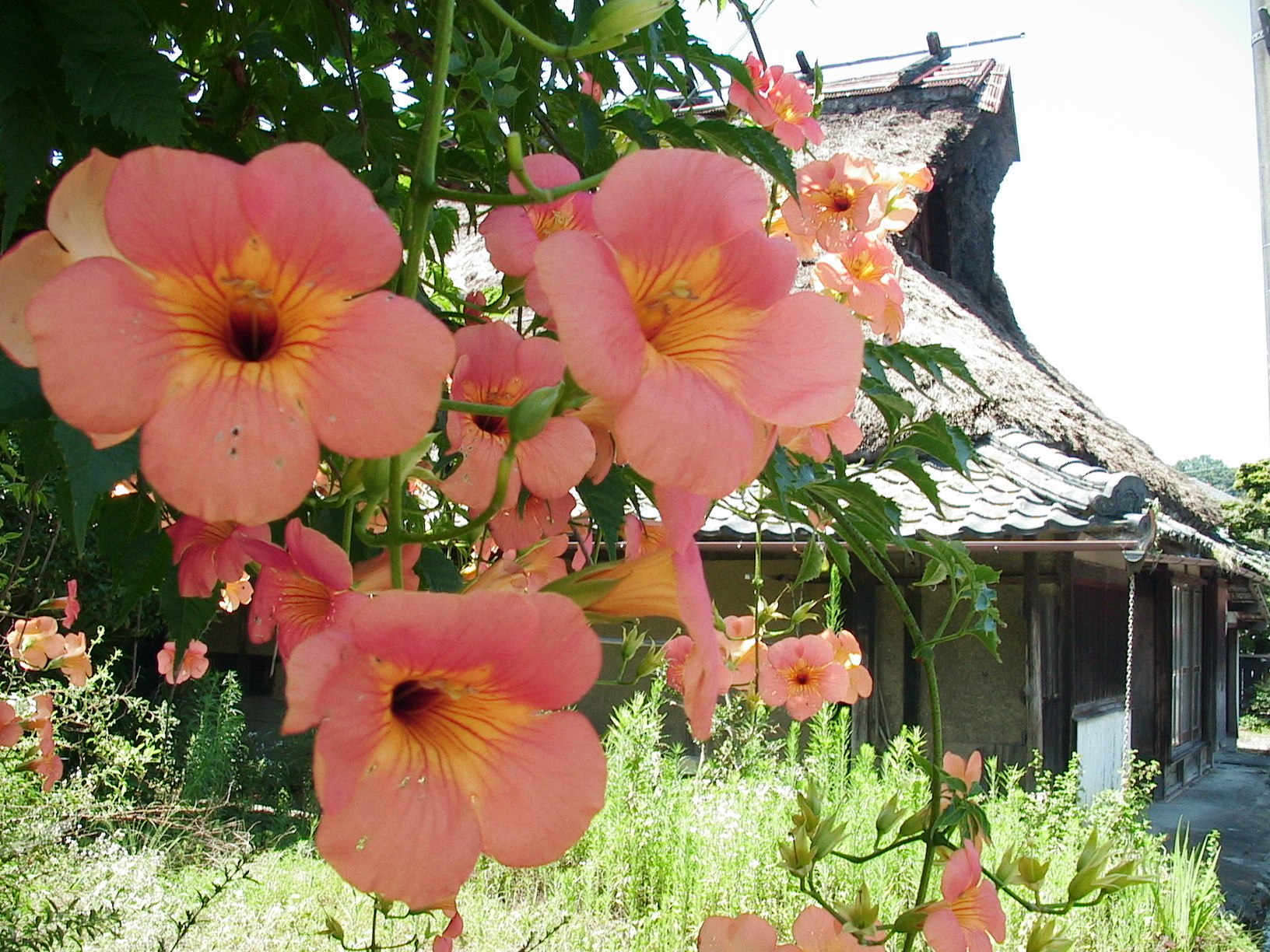
代表的つる植物であるノウゼンカズラ

  - ウラジロ科：ウラジロ（熱帯域ではつる状になり10mを越える）
  - カニクサ科：カニクサ
  - ヒカゲノカズラ科：ヒモヅル
- 裸子植物
  - グネツム類
- 被子植物のうち単子葉類以外（従来の双子葉類に相当）
  - アカネ科：カギカズラ・シラタマカズラ・アカネ
  - アケビ科：アケビ・ムベ
  - アサ科：ホップ・カラハナソウ・カナムグラ
  - アジサイ科：イワガラミ・ツルアジサイ
  - アワブキ科：アオカズラ
  - イワタバコ科：ナガミカズラ
  - ウコギ科：キヅタ（フユヅタ、ヘデラ、アイビー）
  - ウツボカズラ科：ウツボカズラ
  - ウマノスズクサ科：ウマノスズクサ
  - ウリ科：キュウリ・スイカ・メロン・カラスウリ・アマチャヅル・ヘチマ・ニガウリ・ヒョウタン・カボチャ・ユウガオ・ハヤトウリ・トウガン・ラカンカ・ナンバンカラスウリ
  - オシロイバナ科：ブーゲンビリア
  - キキョウ科：ツルニンジン・ツルギキョウ
  - キク科：タイキンギク・ミドリノスズ・ルビーネックレス・ワックスアイビー・ミカニア・ツルフジバカマ
  - キツネノマゴ科：ヤハズカズラ
  - キョウチクトウ科：サカキカズラ・テイカカズラ・アリアケカズラ・ツルニチニチソウ・ヒメツルニチニチソウ・トンキンカズラ
    - 旧ガガイモ科（APG分類体系ではキョウチクトウ科）：サクララン・ハートカズラ・カモメヅル・キジョラン・シタキソウ・マダガスカルジャスミン

  - キントラノオ科：コウシュンカズラ・ディプロプテリス・カブレラナ・バニステリオプシス・カーピ
  - キンポウゲ科：センニンソウ・ボタンヅル・ハンショウヅル・カザグルマ（クレマチス）・ハナカズラ
  - クスノキ科：スナヅル
  - クマツヅラ科：ヤモメカズラ（ペトレア）
  - グミ科：ツルグミ
  - クロウメモドキ科：クマヤナギ
  - クワ科：オオイタビ・イタビカズラ・ヒメイタビ
  - ゲルセミウム科：カロライナジャスミン
  - コショウ科：フウトウカズラ・コショウ・ヒハツ
  - ゴマノハグサ科：アサリナ
  - サボテン科：サンカクサボテン・クジャクサボテン
  - シクンシ科：シクンシ
  - スイカズラ科：スイカズラ
  - タデ科：ツルタデ・ツルドクダミ・ミューレンベッキア（ワイヤープランツ）・アサヒカズラ
  - ツヅラフジ科：ハスノハカズラ・アオツヅラフジ
  - ツルムラサキ科：ツルムラサキ・オカワカメ
  - トウダイグサ科：サチャインチ
  - トケイソウ科：トケイソウ・パッションフルーツ
  - トベラ科：ヒメツリガネ
  - ナス科：ヒヨドリジョウゴ・トマト・ツルハナナス・マルバノホロシ・ヤマホロシ・ナガラッパバナ・ウコンラッパバナ
  - ニシキギ科：ツルウメモドキ・ツルマサキ・クロヅル
  - ノウゼンカズラ科:ノウゼンカズラ・ツリガネカズラ
  - ノウゼンハレン科:キンレンカ・カナリアヅル・マシュア
  - ハスノハギリ科：テングノハナ
  - ハナシノブ科：ツルコベア
  - バラ科：ノイバラ・モッコウバラ・サンショウバラ・ナニワイバラ
  - バンレイシ科：ウバリア・オウソウカ
  - ヒルガオ科：アサガオ・ヒルガオ・ヨルガオ・ネナシカズラ・サツマイモ（原種はつるが巻きつく）
  - ブドウ科：ブドウ・ノブドウ・ヤマブドウ・ヤブガラシ・ツタ
  - マツブサ科：サネカズラ
  - マメ科：フジ・クズ・インゲン・アズキ・ナタマメ・カラスノエンドウ・クサフジ・ヤブマメ・タンキリマメ・アイラトビカズラ・イルカンダ・ナンテンカズラ・ジャケツイバラ・モダマ・スイートピー・ハーデンベルギア・ササゲ・ハッショウマメ・ヒスイカズラ・アピオス・シカクマメ・スネールフラワー
  - マタタビ科：マタタビ・サルナシ・キウィフルーツ
  - ミカン科：サルカケミカン・クメザンショウ
  - ムクロジ科：フウセンカズラ
  - モクセイ科：ジャスミン
  - リンドウ科：ツルリンドウ
- 単子葉類
  - キジカクシ科：アスパラガス・アスパラゴイデス・クサスギカズラ
  - サトイモ科：ハブカズラ・モンステラ・ヤッコカズラ・オウゴンカズラ
  - サルトリイバラ科：サルトリイバラ・シオデ・サルサパリラ
  - タコノキ科：ツルアダン
  - ツユクサ科：アオイカズラ
  - トウツルモドキ科：トウツルモドキ
  - ビャクブ科：ビャクブ
  - ヤシ科：トウ
  - ヤマノイモ科：ヤマノイモ・ナガイモ・ヤムイモ
  - ラン科・タカツルラン・バニラ